# Локрична піца
«Локрична піца» (англ. Licorice Pizza) — фільм американського сценариста і режисера Пола Томаса Андерсона.
Стрічку номіновано на Оскар в категоріях «Найкращий фільм», «Найкращий оригінальний сценарій», «Найкраща режисерська робота» (Пол Томас Андерсон).

## Сюжет
1973 року в долині Сан-Фернандо 15-річний актор Гері Валентайн готується до фотографування на шкільний альбом. Він помічає 25-річну Алану Кейн, помічницю фотографа, і починає з нею фліртувати. Алана відкидає його залицяння, але пізніше зустрічає Гері, і в них починається дружба. Гері відвідує прослуховування і готується до престуру, присвяченого фільму з Люсі Дулітл у головній ролі. Мати Гері Аніта не може взяти його із собою на гастролі в Нью-Йорку, і Алана замість неї супроводжує Гері. У літаку Алана зустрічає Ленса, одного з партнерів Гері з фільму; вони починають зустрічатися, але розлучаються після незручної вечері з родиною Алани.
Гері відкриває успішну компанію з продажу водяних матраців, Алана працює у компанії помічником. Якось на виставці Гері хибно заарештовують за підозрою у вбивстві, але потім швидко відпускають. Коли Алана вирішує, що хоче спробувати себе в ролі акторки, агент Гері влаштовує прослуховування їй для фільму з Джеком Холденом у головній ролі. Після прослуховування Алана йде з Холденом до ресторану, в якому також опиняються Гері та його друзі. Кінорежисер Рекс Блау переконує Холдена, любителя мотоциклів, відтворити трюк на місцевому полі для гольфу, що включає стрибок через вогняну рампу. П'яний Холден садить Алану на мотоцикл ззаду, але падає з мотоцикла. Гері біжить до Алани, щоб переконатися, що вона не постраждала. У цей час Холден успішно виконує трюк.
Бензинова криза охоплює країну, і компанія з виробництва водяних матраців зазнає краху. Гері, Алана та друзі Гері роблять останню доставку до будинку Джона Петерса. Петерс йде на перегляд фільму, але перед відходом погрожує вбити брата Гері, якщо постачальники зашкодять його будинку. Встановивши матрац, Гері затоплює будинок. Дорогою їх зупиняє схвильований Петерс, у машині якого закінчився бензин. Вони везуть його на заправку, де Петерс погрожує покупцю. Алана і Гері кидають його, по дорозі Гері зупиняється і розбиває машину Петерса, але незабаром у них закінчується бензин. Алана маневрує на вантажівці заднім ходом вниз схилом до заправної станції.
У пошуках життєвої мети, крім дружби з Гері, Алана починає працювати над виборчою кампанією в мери члена міської ради Джоела Вакса. Гері ненадовго приєднується до неї, але почувши, що пінбол незабаром буде легалізований у долині Сан-Фернандо, вирішує відкрити зал аркадних автоматів. Гері та Алана сваряться; Гері висміює надмірну відданість Алані своїй роботі, тоді як Алана критикує незрілість Гері. Поки Гері готується відкрити свій ігровий зал, Вакс запрошує Алану випити. Вона приходить у ресторан і дізнається, що Вакс – гей. Вакс просить Алану прикинутися дівчиною його партнера Метью і відвезти його додому, що зачіпає почуття Метью. Алана вибачається перед Метью, і вони кажуть один одному теплі слова у його будинку. Алана йде в ігровий зал Гері, щоб побачити його, але Гері пішов, щоб знайти її в офісі Вакса. Двоє зустрічаються і прямують до ігрової зали, де цілуються і тікають у ніч. Алана каже Гері, що любить його.

## У ролях
- Алана Хаїм — Алана Кейн
- Купер Хоффман — Гері Валентайн, молодий актор, закоханий в Алану.
- Шон Пенн — Джек Холден
- Том Вейтс — Рекс Блау, режисер фільму
- Бредлі Купер — Джон Петерс, продюсер фільму
- Бенні Сафді — Джоел Вотч
- Скайлер Джізондо — Ленс
- Мері Елізабет Елліс — Аніта
- Нейт Манн — Брайан
- Джозеф Крос — Меттью
- Джон Рейлі — Фред Гвінн
- Рей Ніколсон — Рей

## Історія створення
У грудні 2019 року стало відомо, що компанія Focus Features братиме участь у виробництві та прокаті нового фільму Андерсона, сценарій до якого був написаний та спродюсований у співпраці з Ghoulardi Film Company. Metro-Goldwyn-Mayer стала дистриб'ютором фільму після оголошення 17 липня 2020 про покупку прав на поширення у Focus.
На початку вересня 2020 The Hollywood Reporter повідомив, що Купер Хоффман, син Філіпа Сеймура Хоффмана, актора, який знімався в п'яти фільмах Андерсона, стане виконавцем головної ролі. Раніше стало відомо, що виконавцем однієї з ролей стане Бредлі Купер.
Основний знімальний процес закінчився до 19 листопада 2020. 9 вересня 2021 назву фільму було змінено з початкового «Соггі Боттом» на «Локрична піца».

## Реліз
У широкий прокат фільм «Локрична піца» вийшов 25 грудня 2021. Покази в Україні почалися 17 лютого 2022 року.